# Einar Malm
Johan Einar Fredrik Malm, född 6 juli 1900 i Botkyrka socken, död 11 mars 1988 i Norrtälje, var en svensk författare, översättare och konstnär. 
Efter studentexamen i Stockholm 1918 blev Malm filosofie kandidat vid Uppsala universitet 1922 och filosofie licentiat där 1928. Han är känd för verk om Nordamerikas indianer, bland annat De kämpade förgäves (1967). Malm räknas till våra främsta skärgårdsskildrare och varnade tidigt för den hotande urbaniseringen av Roslagen, bland annat i diktsamlingen Under bar himmel (1930) och prosaberättelsen Öar och människor (1953).  Malm finns representerad vid bland annat Nationalmuseum i Stockholm.
Einar Malm var son till Gösta Malm och Agnes Cederberg. Han gifte sig första gången 1929 med Eva Alkman (född 1906, mer känd som Eva von Zweigbergk), andra gången 1936 med Ulfva Wiman (född 1908) och tredje gången 1944 med Vera Lund (född 1910).